# Нуаре, Филипп
Фили́пп Пьер Ферна́н Нуаре́ (фр. Philippe Pierre Fernand Noiret; 1 октября 1930, Лилль — 23 ноября 2006, Париж, Франция) — французский актёр театра и кино. Обладатель двух премий «Сезар» за лучшую мужскую роль в картинах «Старое ружьё» (1976) и «Жизнь и ничего больше» (1990). Премия BAFTA за лучшую мужскую роль в фильме «Новый кинотеатр „Парадизо“» (1991). Кавалер ордена Почётного легиона (2005).

## Детство
Филипп Нуаре родился 1 октября 1930 года в Лилле в состоятельной семье, его отец был директором крупной компании, занимался жилищным строительством. Его детство прошло в Тулузе, в регионе Юг-Пиренеи, к которому он остался очень привязан на всю свою жизнь. У него была страсть к скотоводству, к разведению лошадей (во французской коммуне Монреаль департамента Од, в 20 км на западе Каркассона). Его отец, Пьер Жорж Нуаре (Pierre Georges Noiret) был увлечён литературой, как прозой так и поэзией. Его мать, бельгийка по происхождению, Люси Клеменс Гильен Эрман (Lucy Clémence Ghislaine Heirman) занималась домашним хозяйством, воспитывала двух детей — Филиппа и Жана, которого родила в 1925 году.
Он поступает в лицей Жансон-де-Сайи, находящийся в XVI округе города Парижа, где он был совершенным лентяем, затем учится в закрытом иезуитском Коллеже Жюийи, что находится в департаменте Сена и Марна. С удовольствием пел в хоре и выступал в любительских спектаклях учебного театра, где и обнаружил свой очень красивый голос, напевая в хоре Цикады, в детском хоре (La manécanterie des Petits Chanteurs à la croix de bois), с которым он пел в католическом соборе Святого Петра в Риме в Пасху в 1949 году и записал свой первый диск в качестве певца под управлением французского композитора Франсуа Веркана (François Vercken). В 1950 году, потерпев неудачу при поступлении в консерваторию, он оставляет занятия и слушает лекции драматического искусства Роже Блена, французского театрального режиссёра, актёра театра и кино — крупнейшей фигуры французской сцены и экрана на протяжении нескольких десятилетий. Затем он пришёл в Национальный театр Бретани (Le Théâtre national de Bretagne), где он встретил Жан-Пьера Дарраса (Jean-Pierre Darras), французского актёра и режиссёра, с которым он играл в дуэте на телевидении. Прозаик и драматург Анри де Монтерлан убеждает его стать актёром и посвятить свою жизнь комедии.

## Театр
В 1953 году, после удачного просмотра, он поступает в Национальный народный театр, которым руководят французский театральный актёр и режиссёр Жан Вилар и Жерар Филипп, от которого много узнаёт о жизни театральной труппы. В течение семи лет играет на Авиньонском фестивале, исполняя более сорока ролей (театральная пьеса «Сид» Пьера Корнеля в 1953 году, «Макбет» Уильяма Шекспира в 1954 году, «Дон Жуан, или Каменный пир» Мольера в 1955 году, «Женитьба Фигаро» Бомарше в 1956 году, а также «Мнимый больной» в 1957 и «Школа женщин» Мольера в 1958 году).
В то же самое время  успешно выступает в комическом дуэте с Жан-Пьером Дара в таких кабаре, как «Шлюз» (l'Écluse), «Три осла» (Trois Baudets), «Вилла Эста» (Villa d’Este) и в «Лестнице Якова» (l'Échelle de Jacob).
В 1966 году  исполняет роль в пьесе «Странная парочка» (The Odd Couple) Саймона Нила.
В Национальном народном театре  встречает актрису Моник Шометт (Monique Chaumette), с которой он сочетается браком 13 августа 1962 года. У них рождается дочь Фредерика Нуаре (Frédérique Noiret), которая впоследствии станет помощницей управления съёмкой кино и сценаристом.
В 1997 году  возвращается в театр, играя в пьесе «Отбивные» (Les Côtelettes) Бертрана Блие. Пьеса была строго осуждена критикой, но несомненно имела успех у публики. Далее следуют роли в пьесах «Человек случая» (L’Homme du hasard) французской актрисы и драматурга Ясмины Резы в 2001 году (рядом с Катрин Риш (Catherine Rich)); «Созерцания» (Les Contemplations) в 2002 году, далее идут роли в «Любовных письмах» (Love Letters) Альберта Гарни (Albert Ramsdell Gurney), в которых его партнёршей была Анук Эме в 2005 году.

## Кинематограф

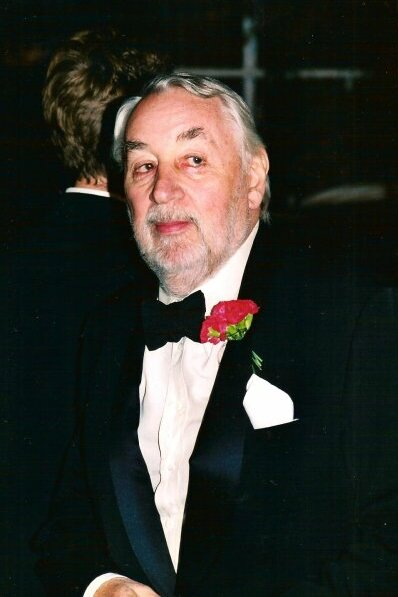
Нуаре в 2003 году

В 1948 году Филипп снимается в университетском короткометражном фильме. Затем он снялся в нескольких эпизодах в следующих фильмах: «Жижи» в роли дворецкого (1948) и «Оливия» — влюблённого на скамейке (1949), оба фильма режиссёра Жаклин Одри, а также «Брачное агентство» Жана-Поля Ле Шануа в роли прохожего (1952).
В 1955 году впервые появляется на большом экране в фильме «Пуэнт-Курт» (режиссёра Аньес Варда), где он в последний момент был утверждён на роль вместо актёра Жоржа Вильсона, который заболел и отказался от своей роли. Сам Нуаре довольно критично отзывался об этой роли: «В конце концов, в фильме меня как будто нет… Я думал, что это останется единичным опытом… К тому же в тех немногих критических отзывах, что были написаны об этом фильме, меня „опустили“ со страшной силой… Этот персонаж был очень далёк от меня. Конечно, тут нужен был актёр постарше, и выбор Вильсона был не случаен. В 26 лет я ещё был слишком молод и недостаточно зрел для такой роли».
В этом же году Жан-Поль Раппно совместно с Клодом Соте заканчивает свой сценарий будущего фильма под названием «Жизнь богачей», который он показывает во время съёмок «Зази в метро» Филиппу Нуаре. В этом фильме его главной партнёршей по съёмочной площадке значится Катрин Денёв. Произведение получает Премию Луи Деллюка.
В 1960 году он уходит из Национального народного театра, чтобы сыграть в театральной пьесе «Замок в Швеции» Франсуазы Саган, под управлением режиссёра, сценографа, декоратора и драматурга Андре Барсака в «Театре мастерской» (Théâtre de l’Atelier). Настоящая карьера актёра кино начинается с роли дяди Габриэля в фильме «Зази в метро» режиссёра Луи Маля. Во время съёмки этого фильма рождается его дочь Фредерик.
Спустя год он играет вместе с Жаном Маре и Жаном Рошфором в фильме «Капитан Фракасс». Вместе с Жаном Рошфором они находят общую страсть к лошадям.
Сыграв роль гнусного Бернара в картине «Тереза Дескейру» Жоржа Франжю в 1962 году, Филипп Нуаре становится одним из актёров, наиболее известных во французском кинематографе.
В 1965 году он играет в картине Жан-Поля Раппно «Жизнь богачей». В 1968 году он становится звездой во Франции, исполнив роль в фильме «Счастливчик Александр» режиссёра Ива Робера.
Двумя годами позже Филипп снимется у Альфреда Хичкока в фильме о шпионаже «Топаз» с Мишелем Пикколи, Клод Жад и Джоном Форсайтом, исполнив роль второго плана экономиста Анри Жарре. Интересно, что во время съёмок он повреждает ногу вследствие падения с лошади — неприятный инцидент, но Альфред Хичкок находит выход из положения, придумав, что по сюжету герой Филиппа Нуаре ходит с костылём.
В 1971 году режиссёр Жан-Пьер Блан предлагает ему в кинокартине «Старая дева» воплотить на экране роль отдыхающего мужчины, приехавшего на курорт, где у него начинается знакомство с одинокой женщиной в исполнении великолепной Анни Жирардо. В конце фильма герои, возвращаясь к парижскому одиночеству и монотонности, расстаются на вокзале, желая вскоре вновь увидеться в Париже. Музыку к картине написал французский композитор Мишель Легран.
Он продолжает свою карьеру, параллельно снимаясь в Италии: «Мои друзья» режиссёра Марио Моничелли, чей огромный успех заставляет его окончательно адаптироваться к итальянской публике, «Не трогай белую женщину» Марко Феррери (в главных ролях Катрин Денёв, Марчелло Мастроянни и Уго Тоньяцци), фильмы Франческо Рози «Три брата» (1981) и «Забыть Палермо» (1989), музыку к которому написал композитор Эннио Морриконе. В 1988 году он сыграл в кинокартине режиссёра Джузеппе Торнаторе «Новый кинотеатр „Парадизо“», который в дальнейшем завоевал множество премий, в том числе премию «Оскар» за лучший иностранный фильм и две премии European Film Awards.
Затем следует роль в «Почтальоне» Майкла Рэдфорда, где он исполняет роль чилийского поэта Пабло Неруды, сосланного в Италию, чтобы протестовать против диктатуры чилийского политика Гонсалеса Виделы (Gabriel González Videla).
Он получает свою первую премию «Сезар» за роль в фильме «Старое ружьё», сыграв с Роми Шнайдер в 1976 году, фильм имел огромный успех.
В 1978 году он принял участие в озвучивании спектакля «Cinéscenie» в знаменитом французском парке отдыха и развлечений Puy du Fou, вместе с Аленом Делоном, Жаном Пиа, Сюзанной Флон и Робером Оссейном.
Вместе с Анни Жирардо он снялся в фильме «Нежный полицейский» и его продолжении «Украли бедро Юпитера». Его коллегами по съёмочной площадке были Франсис Перрен и Катрин Альрик. В этих кинокартинах он исполнил роль Антуана Лемерсье, профессора Сорбонны, изучающего греческую историю.
Затем он встречает Бертрана Тавернье, который предлагает ему роль в своём первом художественном фильме «Часовщик из Сен-Поля». Картина получила Премию Луи Деллюка и Специальный Приз жюри МКФ в Западном Берлине. За этим следует их совместное дальнейшее сотрудничество и не только (он был свидетелем на свадьбе Бертрана Тавернье). Они вместе снимают девять фильмов: «Пусть начнётся праздник» (1975), «Судья и убийца» (1976), «Безупречная репутация» (1981), «Жизнь и ничего больше» (1989), за который Филипп Нуаре получает свою вторую Премию «Сезар» за лучшую мужскую роль в 1990 году, и «Дочь д’Артаньяна» (1994).
В 1984 году он снимается в первой части трилогии о полицейских под названием «Откройте, полиция!», исполнив роль Рене Буарона, продажного полицейского, которому в напарники присылают новичка-провинциала Франсуа Лебюша, роль которого исполнил Тьерри Лермитт. Имея большой успех, в 1990 году выходит продолжение фильма «Откройте, полиция! 2», в прокате он также назывался «Продажные против продажных», а в 2003 году на экраны выходит заключительная серия трилогии «Откройте, полиция! 3». Все три фильма снял режиссёр Клод Зиди, музыку ко всем трём фильмах написал композитор Франсис Ле.
В 1989 году Филипп Нуаре снимается в фильме «Жизнь и ничего больше» режиссёра Бертрана Тавернье. Год спустя за лучшую мужскую роль в этом фильме он получает премию «Сезар». В 1992 г. на экраны вышел фильм под названием «Макс и Иеремия», где Нуаре сыграл нетипичную для него роль — киллера на пенсии. Вторую главную роль — молодого бандита, сыграл франко-американский актёр Кристофер Ламберт. Полицейского, который следил за действиями этой парочки, сыграл друг Филиппа — Жан-Пьер Марьель. Фильм получил несколько наград, Марьель был номинирован на премию «Сезар» за исполнение роли второго плана.
В 1996 году он снимается со своими большими друзьями Жаном Рошфором и Жан-Пьером Марьелем в фильме «Большое турне» режиссёра Патриса Леконта.
Филипп Нуаре сыграл в более чем ста двадцати фильмах. Он также был известен широкой публике благодаря своему приятному голосу.
Снялся в 9 фильмах Бертрана Тавернье, на чьей свадьбе был свидетелем. Его шурином был французский актёр Франсуа Шометт.

## Смерть
Нуаре скончался около 18 часов 23 ноября 2006 года у себя дома в Париже в возрасте 76 лет в результате онкологического заболевания. Его друг Жан Рошфор сказал о нём: «Нас оставил великий сеньор» («Un grand seigneur nous a quitté»). Президент Республики Жак Ширак так откликнулся на смерть Нуаре: «Нас покинул гигант, который останется одним из наших наиболее великих актёров» («Avec lui, c’est un géant qui nous quitte, il restera l’un de nos plus grands acteurs»).
Филипп Нуаре был похоронен в понедельник 27 ноября 2006 года на кладбище Монпарнас (3-е отделение) в Париже, напротив могилы актёра и режиссёра Жана Пуаре.
Похороны проходили в соборе святой Клотильды (Basilique Sainte-Clotilde) в Париже в присутствии премьер-министра Доминика де Вильпена и многочисленных кинематографистов и актёров, среди которых многие снимались с ним. Его друзья Жан-Пьер Марьель и Жан Рошфор предпочли не присутствовать на прощальной церемонии.

## Автобиография
В последние месяцы своей жизни Филипп Нуаре написал автобиографию в сотрудничестве с Антуаном де Мо (Antoine de Meaux), в которой рассказывает, главным образом, о своём профессиональном пути, личной жизни, работе в театре и кино, с фотографиями друзей (Жан Рошфор) и людей ремесла (Жан Габен), а также о любимых анекдотах. Книга вышла под названием «Mémoire cavalière».

## Семья
Жена — актриса Моник Шометт (Monique Chaumette). Бракосочетание 13 августа 1962 года.
Дочь Фредерика Нуаре (Frédérique Noiret), сценарист.

## Роли в театре и кино
| Роли в театре и кино | Роли в театре и кино       | Роли в театре и кино            | Роли в театре и кино                               |
| Год                  | На русском языке           | На языке оригинала              | Роль                                               |
| -------------------- | -------------------------- | ------------------------------- | -------------------------------------------------- |
| 1951                 | Вольпоне                   | Volpone                         | Леон                                               |
| 1952                 | Электра                    | Electra                         | Эжист                                              |
| 1952                 | Мнимый больной             | Le Malade imaginaire            | Беральд                                            |
| 1952                 | Интермеццо                 | Intermezzo                      | Крапюс                                             |
| 1952                 | Двенадцатая ночь           | La Nuit des rois                | Сэр Тоби Белч, кровный родственник Оливии, её дядя |
| 1953                 | Дон Жуан, или Каменный пир | Dom Juan ou le Festin de pierre | командор                                           |
| 1953                 | Ричард II                  | Richard II                      | сэр Этьен Скруп                                    |
| 1954                 | Рюи Блаз                   | Ruy Blas                        | граф                                               |
| 1954                 | Цинна                      | Cinna                           | Эвандр                                             |
| 1954                 | Принц Фридрих Гомбургский  | Le Prince de Hombourg           | граф Рёйс и Спаррэн                                |
| 1954                 | Макбет                     | Macbeth                         | Росс                                               |
| 1954                 | Лекарь поневоле            | Le Médecin malgré lui           | Валер, слуга Жеронта                               |
| 1955                 | Шалый, или Всё невпопад    | L’Étourdi ou les Contretemps    | Трюфальден, старик                                 |
| 1955                 | Город                      | La Ville                        | Авэр                                               |
| 1955                 | Мари Тюдор                 | Marie Tudor                     | Симон Рэнар                                        |
| 1956                 | Учёные женщины             | Les Femmes savantes             | Вадиус                                             |
| 1956                 | Женитьба Фигаро            | Le Mariage de Figaro            | Бартоло                                            |
| 1956                 | Скупой                     | L’Avare                         | канцеляр                                           |
| 1958                 | Убю                        | Ubu                             | герцог Корланд (в 1 части) и Солиман (во 2 части)  |
| 1958                 | Школа жён                  | L'École des femmes              | Оронт, отец Ораса                                  |
| 1958                 | Царь Эдип                  | Œdipe roi                       | Тирэсиас                                           |
| 1958                 | Капризы Марианны           | Les Caprices de Marianne        | драчун                                             |
| 1958                 | Сид                        | Le Cid                          | Дон Гомес, граф Гормас, отец Химены                |
| 1959                 | Сон в летнюю ночь          | A Midsummer Night’s Dream       | Рыло, медник                                       |
| 1959                 | Мамаша Кураж и её дети     | Mutter Courage und ihre Kinder  | вербовщик                                          |
| 1960                 | Замок в Швеции             | Château en Suède                | Уго                                                |
| 1960                 | Странная парочка           | Tout l’or du monde              | Дэвид                                              |
| 1960                 | Зази в метро               | Zazie dans le Métro             | дядя Габриэль                                      |
| 1961                 | Всё золото мира            | The Odd Couple                  | Виктор Арди                                        |
| 1973                 | Большая жратва             | La Grande Bouffe                | Филипп                                             |
| 1975                 | Старое ружьё               | Le Vieux Fusil                  | Жюльен Дандьё                                      |
| 1977                 | Сиреневое такси            | Un taxi Mauve                   | Филипп                                             |
| 1978                 | Свидетель                  | Le Témoin                       | Робер                                              |
| 1978                 | Нежный полицейский         | Tendre poulet                   | профессор Антуан Лемерсье                          |
| 1980                 | Украли бедро Юпитера       | On A Volé la Cuisse De Jupiter  | профессор Антуан Лемерсье                          |
| 1981                 | Безупречная репутация      | Coup de torchon                 | Люсьен Кордье                                      |
| 1983                 | Африканец                  | L'AFRICAIN                      | Виктор Victor                                      |
| 1984                 | Откройте, полиция!         | Les Ripoux                      | Рене                                               |
| 1986                 | Твист снова в Москве       | Twist again à Moscou            | Игорь Татаев                                       |
| 1987                 | Маски                      | Masques                         | Кристиан Леганьер                                  |
| 1987                 | Очки в золотой оправе      | Gli occhiali d’oro              | доктор Фадигати                                    |
| 1988                 | Новый кинотеатр «Парадизо» | Cinema Paradiso                 | Альфредо                                           |
| 1990                 | Уран                       | Uranus                          |                                                    |
| 1990                 | Откройте, полиция! 2       | Ripoux contre ripoux            | Рене                                               |
| 1992                 | Макс и Джереми             | Max et Jérémie                  | Макс                                               |
| 1993                 | Танго                      | Tango                           |                                                    |
| 2003                 | Отбивные                   | Les Côtelettes                  | Леон                                               |
| 2001                 | Человек случая             | L’Homme du hasard               |                                                    |
| 2002                 | Созерцания                 | Les Contemplations              | одинокий на сцене                                  |
| 2003                 | Откройте, полиция! 3       | Ripoux 3                        | Рене                                               |
| 2005                 | Любовные письма            | Love letters                    |                                                    |

## Награды
- 1970 — Премия National Board of Review — Лучшая мужская роль второго плана в фильме «Топаз»
- 1976 — Премия «Сезар» — Лучшая мужская роль в фильме «Старое ружьё»
- 1990 — Премия «Сезар» — Лучшая мужская роль в фильме «Жизнь и ничего больше»
- 1976 — Премия «Давид ди Донателло» — Лучший иностранный актёр в фильме «Старое ружьё»
- 1990 — Премия «Давид ди Донателло» — Лучший иностранный актёр в фильме «Жизнь и ничего больше»
- 1989 — Премия European Film Awards — Лучшая мужская роль в фильме «Новый кинотеатр «Парадизо»»
- 1989 — Премия Italian National Syndicate of Film Journalists — Лучшая мужская роль в фильме «Безупречная репутация»
- 1991 — Премия BAFTA — Лучшая мужская роль в фильме «Новый кинотеатр «Парадизо»»
- 1991 — London Critics Circle Film Awards[16] Премия ALFS Award — Актёр года — фильм «Новый кинотеатр «Парадизо»»
- 2005 — Кавалер ордена Почётного легиона

### Номинации
Номинация на премию «Сезар» — лучшая мужская роль:
- 1981 — «Орёл или решка»
- 1982 — «Безупречная репутация»
- 1985 — «Откройте, полиция!»

## Документальные фильмы
- 2014 — Филипп Нуаре, скромный актёр / Philippe Noiret, la pudeur des sentiments (реж. Гийом Флёре / Guillaume Fleuret)